# 比尔基 (米哈伊洛-科秋宾斯凯市镇)
51°31′2″N 30°51′18″E / 51.51722°N 30.85500°E
比爾基（烏克蘭語：Бірки），是烏克蘭北部切爾尼戈夫州切爾尼戈夫區米哈伊洛-科秋宾斯凯市镇的村落。處於帕庫利卡河畔，面積0.31平方公里，海拔高度145米，2001年人口73。